# London General Omnibus Company
London General Omnibus Company eller LGOC, var den største busoperatør i London mellem 1855 og 1933. I en kort periode melem 1909 og 1912 var det også producent af busmotorer.
I 1912 blev selskabet købt af Underground Electric Railways Company of London, der ejedes størstedelen af London Underground.
I 1933 blev LGOC en del af det nye London Passenger Transport Board sammen med resten af Underground Group. Navnet London General gik ud og London Transport blev i stedet synonym med de røde Londonbusser.